# Il serpente di pietra
Il serpente di pietra (Magic Study) è un romanzo fantasy-sentimentale del 2006 della scrittrice statunitense Maria V. Snyder, secondo libro della serie Study.

## Trama
Dopo aver ucciso i suoi torturatori, Yelena ritorna a casa e si ricongiunge con la propria famiglia, da cui era stata separata con la forza quattordici anni prima. Una volta ritrovati i suoi cari può finalmente proseguire il suo percorso di studi per impadronirsi delle tecniche magiche. Tuttavia dovrà affrontare nuovi pericoli e la diffidenza del suo villaggio, che sapendo del suo passato al servizio del Comandante Ambrose la crede una spia. Inoltre scopre dell'esistenza di un misterioso assassino che la cerca per ucciderla ed impadronirsi del suo potere magico. Nella lotta contro i suoi nemici Yelena ritroverà Valek, l'uomo che le ha donato il bracciale a forma di serpente da cui lei non si separa mai, di cui è profondamente innamorata. 

## Riconoscimenti
Il romanzo è stato candidato al Premio RITA.

## Edizioni
- Maria V. Snyder, Il serpente di pietra, traduzione di Gigliola Foglia, Fantaluna, Harlequin Mondadori, 2007,  p. 379.